# 회남군
회남군(淮南郡)은 후한말 구강군을 지금의 이름으로 바꾸면서 설치된 중국의 옛 군으로 , 후한말부터 당나라까지 존재했다.

## 서진이전
196년(후한 헌제 흥평 2년)겨울, 헌제 탈출전동안 헌제가 이각, 곽사의 침공으로 고초를 겪는 동안 원술이 구강군에서 황제를 자칭했다. 황제를 자칭하면서 기존의 구강태수를 회남윤(淮南尹)으로 승진시켰다. 조조와 손책의 공격으로 원술이 몰락하자 조조가 점령, 조위에 편입되었고 회남군으로 개편되었다. 그리고 원술의 침공으로 오군 곡아현으로 옮겨진 양주의 치소가 수춘으로 돌아왔다.
| 현명     | 한자     | 대략적 위치                                        | 비고 |
| -------- | -------- | -------------------------------------------------- | --- |
| 합비현   | 合肥縣   | 허페이 시 합비성                                   | 200년(후한 헌제 건안 5년), 양주자사부와 회남군치소가 본현으로 옮겨졌다. 위나라와 오나라 사이에서 여러차례 합비 전투가 벌어졌다. |
| 수춘현   | 壽春縣   | 화이난 시 서우 현 수춘진(壽春鎭)                   | |
| 성덕현   | 成德縣   | 화이난 시 서우 현 쌍묘집진(雙廟集鎭)북 와부호 남쪽 | |
| 하채현   | 下蔡縣   | 화이난 시 펑타이 현                                | |
| 의성현   | 義城縣   | 벙부 시 화이위안 현 동                             | |
| 서곡양현 | 西曲陽縣 | 화이난 시 다퉁 구 구룡강진 동                      | |
| 평아현   | 平阿縣   | 화이난 시 판지 구 평우진(平圩鎭)                   | |

## 서진
서진이 오나라를 멸망시킨 이후에도 양주의 중심지가 되었다. 서진대에는 16현 33,400호를 거느렸다. 304년(서진 혜제 영안 원년), 장강 변에 있었던 역양현, 오강현이 역양군으로 분리되었다. 영가의 난이 일어났던 310년(서진 회제 영가 4년) 수춘과 합비를 제외한 모든 현이 폐지되었다.
| 현명     | 한자     | 대략적 위치                                                           | 비고                                                                                                 |
| -------- | -------- | --------------------------------------------------------------------- | --- |
| 수춘현   | 壽春縣   | 영가의 난 이후 양군이 본현에 교치되었다.                              | 영가의 난 이후 양군이 본현에 교치되었다.                                                             |
| 성덕현   | 成德縣   |                                                                       | |
| 하채현   | 下蔡縣   |                                                                       | |
| 의성현   | 義城縣   |                                                                       | |
| 서곡양현 | 西曲陽縣 |                                                                       | |
| 평아현   | 平阿縣   |                                                                       | |
| 역양현   | 曆陽縣   | 마안산 시 허 현 역양진 남 역양고성                                    | 후한말기 폐지되었지만 280년(서진 무제 태강 원년)복구되었다. 304년 역양군으로 분리되었다.             |
| 전초현   | 全椒縣   | 추저우 시 취안자오 현                                                 | 후한말기 폐지되었지만 280년 복구되었다.                                                              |
| 부릉현   | 阜陵縣   | 추저우 시 취안자오 현 진천향(陳浅鄕) 북                               | 후한말기 폐지되었지만 280년 복구되었다.                                                              |
| 종리현   | 鍾離縣   | 추저우 시 펑양 현 임회관진(臨淮關鎭) 동                               | 후한말기 폐지되었지만 280년 복구되었다.                                                              |
| 합비현   | 合肥縣   | 영가의 난으로 회남군이 무호로 옮겨진 이후 여음군이 본군에 교치되었다. | 영가의 난으로 회남군이 무호로 옮겨진 이후 여음군이 본군에 교치되었다.                                |
| 준주현   | 逡遒縣   | 허페이 시 페이둥 현 동                                                | 후한말기 폐지되었지만 280년 복구되었다.                                                              |
| 음릉현   | 陰陵縣   | 추저우 시 딩위안 현 고산향(靠山鄕)                                    | 후한말기 폐지되었지만 280년 복구되었다.                                                              |
| 당도현   | 當塗縣   | 벙부 시 위후이 구 마성진(馬城鎭)                                      | 과거 도산국(塗山國)이 있던 곳으로 후한말기 폐지되었지만 280년 복구되었다. 영가의 난이후 선성군지역인 |
| 동성현   | 東城縣   |                                                                       | 후한말기 폐지되었지만 280년 복구되었다.                                                              |
| 오강현   | 烏江縣   | 마안산 시 허 현 오강진(烏江鎭)                                        | 후한말기 폐지되었지만 280년 복구되었다.                                                              |

## 동진~유송
영가의 난이후 사마예가 동진을 건국하면서 군의 치소가 단양군 남부지역인 무호현(蕪湖縣)으로 옮겨졌고 예주의 주민들이 후조를 피해 옛 회남군지역으로 이주했다. 이에 따라 장강남쪽에 있던 회남군은 양주, 남예주사이에서 소속이 바뀌었다가 양주로 내속되었다. 옛 회남군지역은 예주에 소속되었다가 유송대 남예주에 소속되었다. 6현 5,362호 25,840명을 거느렸다.
| 현명   | 한자   | 대략적 위치                      | 직위       | 비고 |
| ------ | ------ | -------------------------------- | ---------- | --- |
| 우호현 | 于湖縣 | 마안산 시 당투 현 연두진(年陡鎭) | 현령(縣令) | 본래 단양군의 속현이었다.                                                                                          |
| 당도현 | 當塗縣 | 우후 시 난링 현 동남             | 현령(縣令) | 328년(동진 성제 함화 3년), 지금의 위치로 교치되었다.                                                               |
| 번창현 | 繁昌縣 | 우후 시 판창 현 북 번창현고성    | 현령(縣令) | 본래 양성군의 속현이었지만 323년(동진 원제 영창 2년), 석륵에 의해 양성군이 함락당하자 춘곡현 근처로 교치되었다.    |
| 양원현 | 襄垣縣 | 우후 시 징후 구 서               | 현령(縣令) | 본래 무호현(蕪湖縣)이었지만 동진말기 상당군의 주민들이 대거 정착하면서 상당군의 현중 하나인 양원현으로 명명되었다. |
| 정릉현 | 定陵縣 | 츠저우시 칭양 현 목진진(木鎭鎭)  | 현령(縣令) | 328년 선성군에서 분리신설되었다.                                                                                   |
| 준도현 | 逡道縣 | 미상                             | 현령(縣令) | |

## 수
북조가 회남지방을 차지하면서 과거의 양주가 재설치되었다. 589년(수 문제 개황 9년), 수주(壽州)로 개명되었고 총관부가 파견되었다. 605년(수 양제 대업 원년) 총관부가 폐지되었고 군현제가 재실시되면서 회남군으로 개명되었다. 4현 35,278호를 거느렸다. 수나라 말기에는 군벌 두복위(杜伏威)가 차지했다.
| 현명   | 한자   | 대략적 위치                          | 비고 |
| ------ | ------ | ------------------------------------ | --- |
| 수춘현 | 壽春縣 | 화이난 시 서우 현 수춘진             | 통일초 몽현(蒙縣)이 통폐합되었다. 현내에 팔공산(八公山), 문계(門溪)가 있었다. |
| 안풍현 | 安豐縣 | 화이난 시 서우 현 안풍당진(安丰塘鎭) | 통일초 양나라가 교치했던 진류군, 안풍군이 폐지되면서 본군에 내속되었다. 현내에 1만경가까이나 되는 밭에 물을 공급하는 안풍당(安豐塘)이라는 이름의 작피(芍陂)가 있었고 이에 근거하여 안풍현이 설치되었다. |
| 곽구현 | 霍丘縣 | 루안 시 훠추 현                      | 동위때 안풍군이 폐지되면서 본군에 소속되면서 599년(수 문제 개황 19년) 지금의 이름으로 복구되었다. |
| 장평현 | 長平縣 |                                      | 통일초 양나라 때 설치된 북진군(北陳郡)과 서화현(西華縣)이 통폐합되었다. |

## 당
620년(당 고조 무덕 3년), 두복위가 투항하면서 당나라에 편입되었고 회남군을 수주(壽州)로 바꿨다. 624년(당 고조 무덕 7년), 수주와 요주(蓼州)를 설치하는 도독부가 설치되었고 수주는 수춘현, 안풍현, 곽구현을 속현으로 삼았다. 627년(당 태종 정관 원년), 도독부가 폐지되었고 곽주(霍州)가 폐지되자 곽산현이 본주로 내속되었다. 742년(당 현종 천보 원년), 군현제가 실시되면서 수춘군(壽春郡)이 설치되었고 곽산현이 재설치되었다. 758년(당 숙종 건원 원년), 주현제가 재실시되면서 수주로 돌아왔다. 초기 4현 2,996호 14,718명을 거느렸으나 천보연간에 5현 35,582호 187,578명을 거느리게 되었다.
| 현명   | 한자   | 대략적 위치                     | 비고 |
| ------ | ------ | ------------------------------- | --- |
| 수춘현 | 壽春縣 | 화이난 시 서우 현 수춘진        | 주의 치소가 있었다. |
| 안풍현 | 安豐縣 | 화이난 시 서우 현 서남 안풍당진 | |
| 곽산현 | 霍山縣 | 루안 시 훠산 현                 | 627년, 곽주가 수주로 통폐합되면서 기존 곽주의 속현이던 응성현(應城縣)과 첨성현(灊城縣)이 본현에 통폐합되었다. |
| 성당현 | 盛唐縣 | 루안 시                         | 697년(무주 신공원년), 곽산현(霍山縣)에서 무창현(武昌縣)으로 개명되었다가 705년(당 중종 신룡 원년)원래 이름으로 복귀했다. 739년(당 현종 개원 27년), 지금의 이름으로 개명되었고 치소또한 지금의 치소인 추우성(騶虞城)으로 바뀌었다. |
| 곽구현 | 霍丘縣 | 루안 시 훠추 현                 | 621년(당 고조 무덕 4년), 요주(蓼州)로 분리되었으나 624년 요주가 폐지되면서 수주의 속현이 되었다. 현 북쪽에 안풍진(安豐津)과 관구검을 참수했다고 전해지는 지역이 있다.                                                             |